# Atom Heart Mother (utwór muzyczny)
Atom Heart Mother – utwór muzyczny (głównie instrumentalny) z 1970 roku brytyjskiej grupy Pink Floyd, który wydany został na albumie pod tym samym tytułem (1970). Suita zajęła całą stronę A płyty. Kompozycja powstała przy współpracy z pianistą i kompozytorem awangardowym, Ronem Geesinem.
„Atom Heart Mother” jest najdłuższym, niepodzielonym utworem Pink Floyd (23:42). Ustępuje jedynie kompozycji „Shine on You Crazy Diamond” (26:01) rozdzielonej z powodu rozmiaru na dwie ścieżki. „Atom Heart Mother” jest utworem bogato zaaranżowanym, z udziałem sekcji instrumentów dętych i chóru. W dużym stopniu wykorzystano w nim dźwięki pozamuzyczne – tętent i rżenie koni, odgłosy wybuchów, huk silnika motocyklowego czy przejeżdżającego pociągu.
Dzieło składa się z sześciu zatytułowanych części:
- „Father’s Shout”
- „Breast Milky”
- „Mother Fore”
- „Funky Dung”
- „Mind Your Throats, Please”
- „Remergence”

## Nazwa
Tytuł roboczy suity zmieniał się kilkakrotnie podczas całego procesu kompozycji. David Gilmour nazywał utwór „Theme from an Imaginary Western”. Pierwszy zapisany ręką współproducenta Rona Geesina tytuł brzmiał „Epic”. Następnie tytuł zmieniono na „The Amazing Pudding”. W lipcu 1970 zdecydowano się na zmianę tytułu na „Atom Heart Mother”, który Geesin znalazł w gazecie Evening Standard (16 lipca 1970). Artykuł opisywał kobietę w ciąży z rozrusznikiem serca.